# Conciliul Vatican I

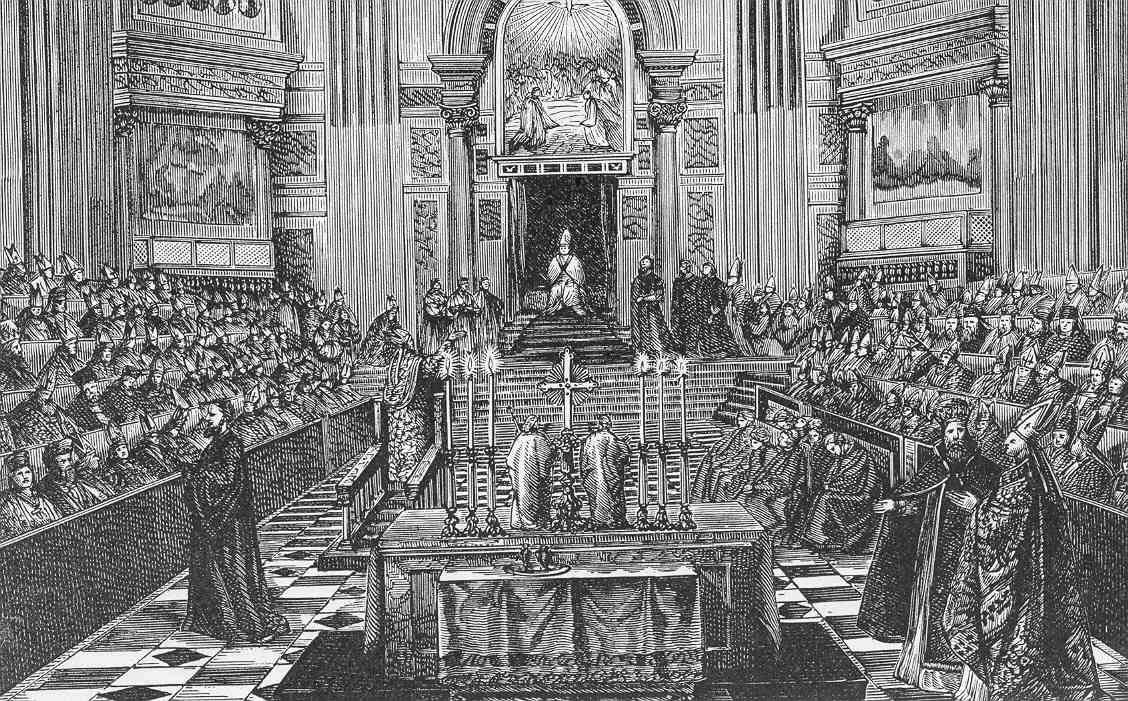
Conciliul Vatican I prezidat de Pius al IX-lea

Conciliul Vatican I a fost convocat de papa Pius al IX-lea prin scrisoarea apostolică Aeterni Patris din 29 iunie 1868. Prima ședință a avut loc în Bazilica Sfântul Petru din Roma în ziua de 8 decembrie 1869.
Acesta a fost cel de al douăzecelea conciliu ecumenic al Bisericii Catolice. La conciliu au participat aproape 800 de reprezentați din numeroase dieceze. Au avut loc 93 de ședințe ale conciliului între 8 decembrie 1869 și 1 septembrie 1870.
Sarcinile primordiale pe care și le-a pus papa Pius al IX-lea, au fost definiția dogmei Infailibilității Papale și confirmarea poziției Bisericii Catolice față de raționalism, fideism, relativism, liberalism și materialism.
În primele ședințe au fost discutate și aprobate două constituții: Dei Filius și Pastor Aeternus. Prin aceasta din urmă a fost definit primatul și infailibilitatea papei în chestiuni de credință.
Începutul războiului franco-prusac a întrerupt ședințele conciliul. În ziua de 20 septembrie 1870, odată cu anexarea Romei de către Regatul Italiei, papa Pius al IX-lea a declarat conciliul întrerupt pe o perioadă nedefinită (sine die). Nu a fost anunțată oficial închiderea conciliului, decât în 1960 de papa Ioan al XXIII-lea, care a convocat Conciliul Vatican II.
Conciliul Vatican I a întărit autoritatea papei și a consolidat disciplina Bisericii Catolice.

## Infailibilitatea
Una din doctrinele adoptate la Conciliul Vatican I a fost infailibilitatea papală în chestiuni de învățătură a Bisericii Catolice. Definirea acestui concept a fost controversată, nu atât prin faptul că mulți episcopi nu credeau în ea, ci deoarece considerau că nu este oportună o definiție formală. Aproximativ 60 de participanți s-au abținut și au părăsit Roma cu o zi înainte de votul în plen. Arhiepiscopul Antonio María Claret y Clará, confesorul familiei regale din Spania și fondatorul misionarilor claretini, a fost unul din cei mai ardenți apărători ai infailibilității papale și ai primatului Sfîntului Scaun.
La conciliu au participat din partea Bisericii Române Unite cu Roma mitropolitul Ioan Vancea și episcopul Iosif Pop Silaghi. Mitropolitul Vancea a făcut parte, împreună cu majoritatea covârșitoare a episcopatului din Austro-Ungaria, din gruparea care s-a opus adoptării dogmei infailibilității papale. Favorabili infailibilității au fost doar trei episcopi din Austria și unul singur din Ungaria, respectiv episcopul unit de Oradea Mare, Iosif Pop Silaghi. Episcopii romano-catolici de Oradea, István Lipovniczky, respectiv de Alba Iulia, Mihály Fogarassy, au făcut parte din grupul episcopilor austro-ungari care s-au opus dogmatizării infailibilității, și care în data de 17 iulie 1870 au părăsit lucrările conciliului.

## Condițiile infailibilității papale
Declarațiile unui Papă care exercită infailibilitate sunt referite ca definiții papale solemne sau învățături ex cathedra. În conformitate cu învățăturile Conciliului Vatican I și a tradiției catolice condițiile pentru o învățătură ex cathedra sunt:
1. "Pontificul Roman"
2. "vorbește ex cathedra" ("când este în ipostaza de Păstor și Învățător pentru toți Creștinii și în virtutea autorității sale apostolice….")
3. "și definește"
4. "că o doctrină despre credință sau morală"
5. "trebuie primite de întreaga Biserică" (Pastor Aeternus, cap. 4)
Pentru ca învățăturile unui papă sau conciliu ecumenic să fie recunoscute infailibile, aceasta va exprima clar că Biserica o consideră finală și definitivă. Nu există vreo formulare specifică, dar este urmată de cuvintele "Noi declarăm, decretăm, definim..." sau să fie referită la o anatemă, care declară că oricare care se opune cu bună voință este în afara Bisericii Catolice. Spre exemplu, Munificentissimus Deus, care este definiția infailibilă a Papei Pius al XII-lea despre Înălțarea Feciorei Maria, se încheie cu cuvintele : "Astfel oricine, Domnul să ne păzească, care va nega sau va pune la îndoială ce am declarat Noi, va fi considerat ca căzut de la Dumnezeu și de la Credința Catolică."